# Masataka Yanagida
Masataka Yanagida (jap. 柳田真孝 Yanagida Masataka; ur. 4 czerwca 1979 w Tokio) – japoński kierowca wyścigowy.

## Kariera
Yanagida rozpoczął karierę w międzynarodowych wyścigach samochodowych w 1998 roku od startów w Francuskiej Formule Renault. Z dorobkiem czterech punktów uplasował się na 23 pozycji w klasyfikacji generalnej. W 2011 roku w tej samej serii był mistrzem. W późniejszych latach Japończyk pojawiał się także w stawce Formuły Dream, Super GT, Japońskiej Formuły 3, All-Japan GT Championship, Formuły Nippon, Malaysia Merdeka Endurance Race - Overall, JAF Grand Prix SUPER GT & Formula NIPPON FUJI SPRINT CUP, World Touring Car Championship, 24H Series, Super Taikyu Series oraz Blancpain Endurance Series.
W World Touring Car Championship Japończyk wystartował podczas japońskiej rundy sezonu 2010 z niemiecką ekipą Wiechers-Sport. W pierwszym wyścigu uplasował się na siedemnastej pozycji, a w drugim był czternasty.